# Fulton John Sheen
Fulton John Sheen, nato Peter John (El Paso, 8 maggio 1895 – New York, 9 dicembre 1979), è stato un arcivescovo cattolico, scrittore, teologo e telepredicatore statunitense.
Egli fu uno dei primi e più celebri telepredicatori cattolici, prima via radio e successivamente per televisione. Svolse anche le attività di docente universitario in filosofia e teologia, di scrittore e di apologeta cattolico.  Abile e carismatico comunicatore, riuscì ad unire questa sua qualità con un'eccellente preparazione culturale e con un forte rigore intellettuale, il che lo rese una figura di spicco nel cattolicesimo del Novecento ed uno dei più apprezzati prelati cattolici Americani della storia.
Le prediche di Fulton Sheen, trasmesse durante il programma Life Is Worth Living, raggiungevano un pubblico stimato di oltre 30 milioni di persone.
Sheen fu ordinato sacerdote per la diocesi di Peoria nel 1919, i suoi studi teologici furono subito accolti con entusiasmo, tanto che nel 1923 ottiene il Premio internazionale cardinale Mercier per la filosofia.  Insegnò teologia e filosofia all'Università Cattolica d'America dal 1926 al 1950 e poi fu nominato vescovo ausiliare di New York nel 1951. Mantenne tale posizione fino al 1966, quando venne nominato vescovo di Rochester. Nel 1969 si dimise e venne nominato arcivescovo di Newport.
Dal 1930 al 1950 Sheen tenne il programma radiofonico serale The Catholic Hour sulla NBC. Poi passò alla televisione e presentò Life Is Worth Living dal 1952 al 1957. L'ultimo programma televisivo di Sheen fu il The Fulton Sheen Show che condusse dal 1961 al 1968. Per questo lavoro, Sheen vinse due volte l'Emmy Award come "personalità televisiva più popolare" e venne menzionato sulla copertina del Time.
La causa per la sua beatificazione venne ufficialmente aperta nel 2002. Nel giugno del 2012 papa Benedetto XVI autorizzò la Congregazione delle cause dei santi, a emettere il decreto che affermava che monsignor Sheen visse una vita di "virtù eroiche", un importante passo verso la beatificazione, e ottenne il titolo di venerabile. Il 5 luglio 2019 papa Francesco approvò un miracolo avvenuto per intercessione dell'arcivescovo Sheen, aprendo la strada alla sua beatificazione, originariamente programmata per il 21 dicembre 2019 nella cattedrale di Peoria e poi rinviata ad una data non ancora stabilita.

## Biografia

### Infanzia
Fulton John Sheen nacque a El Paso, Illinois, l'8 maggio 1895, il maggiore dei quattro figli di Newton e Delia Sheen. I suoi genitori erano di origine irlandese, di Croghan, nella contea di Roscommon, nel Connacht. Sebbene fosse conosciuto come Fulton, il nome da nubile di sua madre, fu battezzato con il nome di Peter John Sheen.
 Da bambino, Sheen contrasse la tubercolosi. Dopo che la famiglia si trasferì nella vicina Peoria, Sheen iniziò a esercitare quello che sarebbe stato il suo primo ruolo nella Chiesa: fu infatti chierichetto nella cattedrale di Santa Maria.

### Formazione

Sheen nel 1905

Dopo aver conseguito il diploma alla scuola superiore dell'Istituto Spalding di Peoria, nel 1913 si iscrisse al St. Viator College di Bourbonnais. Compì gli studi per il sacerdozio al seminario di Saint Paul, Minnesota.
Il 20 settembre 1919 fu ordinato presbitero per la diocesi di Peoria. Compì ulteriori studi presso l'Università Cattolica d'America a Washington. Il suo aspetto giovanile era ancora evidente e in un'occasione un sacerdote locale chiese a Sheen di assisterlo come chierichetto durante la celebrazione della messa.
Nel 1923 conseguì il dottorato in teologia presso l'Università Cattolica di Lovanio. La sua tesi era intitolata "Lo spirito della filosofia contemporanea e il Dio finito". Fu il primo americano a vincere il premio Cardinal Mercier per il miglior trattato filosofico. Nel 1924 Sheen proseguì gli studi a Roma terminandoli con un dottorato in sacra teologia presso il Pontificio istituto internazionale "Angelicum".

### Ministero sacerdotale

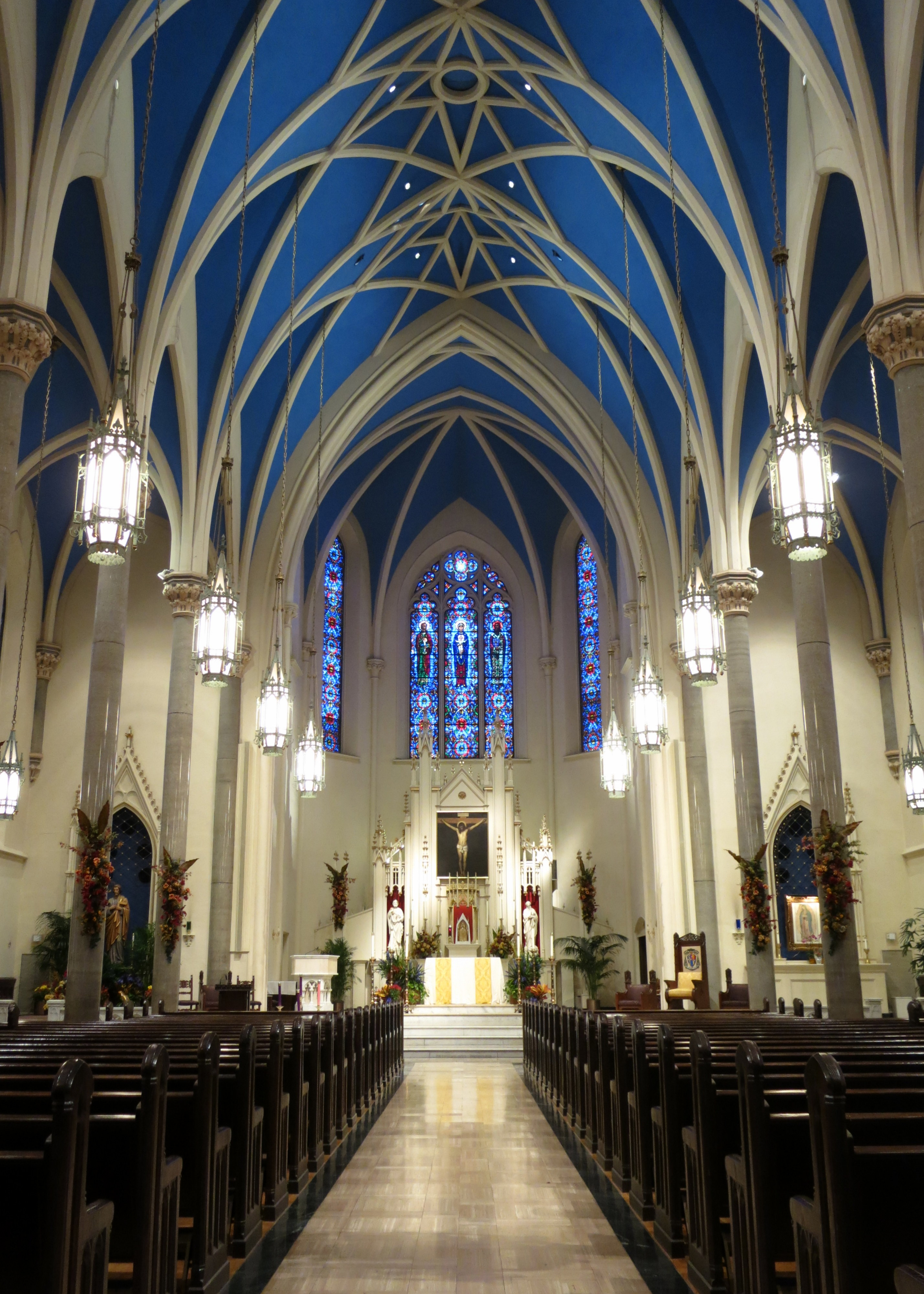
Interno della cattedrale di Santa Maria dell'Immacolata Concezione a Peoria, Illinois.

Fu vicario parrocchiale della parrocchia di San Patrizio a Soho Square a Londra e docente di teologia al St. Edmund's College di Ware, dove incontrò Ronald Knox. Sebbene le università di Oxford e Columbia gli avessero offerto la cattedra di filosofia, nel 1926 il vescovo di Peoria Edmund Michael Dunne, chiese a Sheen di assumere il controllo della parrocchia di San Patrizio. Dopo nove mesi, Dunne lo restituì all'Università Cattolica d'America, dove insegnò filosofia fino al 1950.
Nel 1929 Sheen tenne un discorso alla National Catholic Educational Association. Incoraggiò gli insegnanti a "educare per un rinascimento cattolico" negli Stati Uniti d'America. Egli sperava che i cattolici diventassero più influenti nel loro paese attraverso l'educazione, il che avrebbe aiutato ad attirare altri alla fede. Credeva che i cattolici dovessero "integrare" la loro fede nel resto della loro vita quotidiana.

### Ministero episcopale

Monsignor Fulton John Sheen con papa Pio XII.

Il 28 maggio 1951 papa Pio XII lo nominò vescovo ausiliare di New York e titolare di Cesariana. Ricevette l'ordinazione episcopale l'11 giugno successivo nella basilica dei Santi Giovanni e Paolo a Roma dal cardinale Adeodato Piazza, O.C.D., segretario della Congregazione concistoriale, coconsacranti l'arcivescovo titolare di Filippi Leone Giovanni Battista Nigris, già nunzio apostolico in Albania, e il vescovo Martin John O'Connor, rettore del Pontificio collegio americano del Nord e presidente della Pontificia commissione per la cinematografia didattica e religiosa.
Partecipò al Concilio Vaticano II come padre conciliare.
Il 21 ottobre 1966 papa Paolo VI lo nominò vescovo di Rochester.

### Carriera mediatica
Insegnante popolare, nel 1925 Sheen scrisse il primo di 73 libri e nel 1930 avviò una trasmissione radiofonica settimanale sulla NBC Sunday Night, The Catholic Hour. Definì la seconda guerra mondiale non solo una lotta politica, ma anche "teologica". Due decenni dopo, la trasmissione aveva un pubblico di quattro milioni di persone. Nel 1946 il Time si riferì a lui in questi termini: "la voce d'oro di mons. Fulton J. Sheen, famoso proselitista del cattolicesimo americano". La rivista riferì che la sua trasmissione radiofonica riceveva dalle uditrici 3 000-6 000 lettere a settimana. Dagli anni '50, condusse il primo servizio religioso trasmesso sul nuovo mezzo televisivo, aprendo una nuova strada per le sue attività.
Nel 1951 iniziò un programma televisivo settimanale sulla rete televisiva di DuMont intitolato Life Is Worth Living. Girato all'Adelphi Theatre di New York, il programma consisteva semplicemente nella ripresa di Sheen che parlava di fronte a un pubblico dal vivo senza una sceneggiatura o le stecche, usando occasionalmente una lavagna.
Lo spettacolo, programmato in uno slot in prima serata il martedì sera alle 20:00, avrebbe dovuto sfidare i giganti degli ascolti come Milton Berle e Frank Sinatra, ma lo fece sorprendentemente bene. Berle, conosciuto da molti telespettatori come "Uncle Miltie" e per aver usato materiale del vecchio vaudeville, scherzava sul fatto che anche Sheen "usava materiale vecchio", e osservò che "piuttosto di essere alleggerito da chiunque, è meglio che perda con Colui per il quale il vescovo Sheen sta parlando". Sheen rispose scherzando sul fatto che forse la gente dovrebbe iniziare a chiamarlo "zio Fultie". La rivista Life and Time pubblicò molti articoli sul vescovo Sheen. Il numero di stazioni che trasmettevano Life Is Worth Living passò da tre a quindici in meno di due mesi. La posta dei fan raggiunse la cifra di 8 500 lettere a settimana. C'erano quattro volte più richieste di biglietti di quelle che potevano essere soddisfatte. Admiral, lo sponsor, pagava i costi di produzione in cambio di uno spot di un minuto all'apertura dello show e di un altro minuto al termine. Nel 1952 Sheen vinse un Emmy Award per i suoi sforzi. Accettando il riconoscimento disse: "Sento che è ora di rendere omaggio ai miei quattro scrittori, Matteo, Marco, Luca e Giovanni". Quando Sheen vinse l'Emmy, Berle scherzò dicendo: "Entrambi lavoriamo per un 'capo del cielo'", un riferimento allo sponsor di Berle, la Texaco. Tempolo lo definì "il primo 'televangelista'", e l'arcidiocesi di New York non riusciva a soddisfare la richiesta di biglietti.

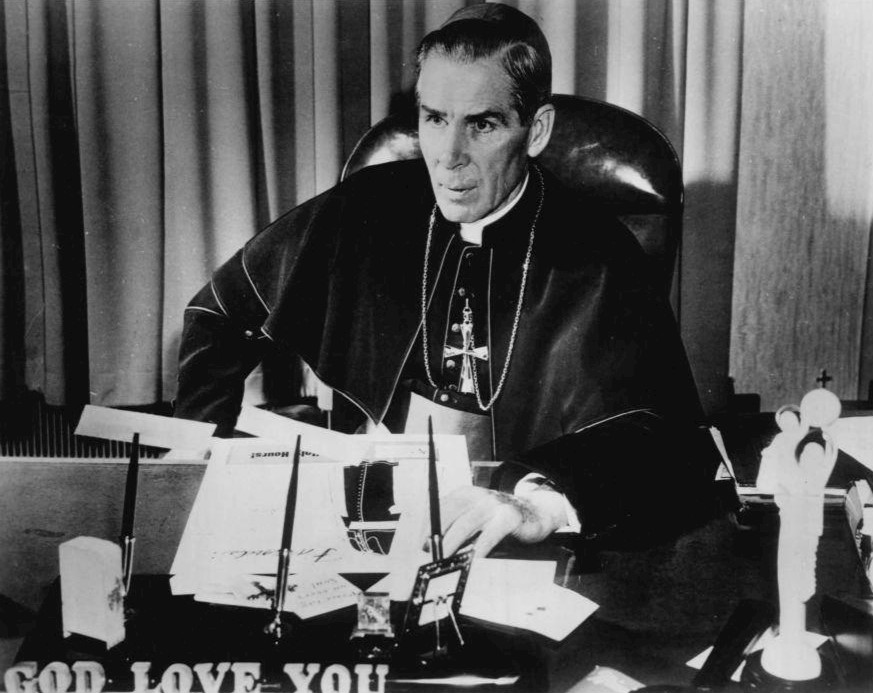
Fulton Sheen nell'ottobre del 1956

Una delle sue presentazioni meglio ricordate arrivò nel febbraio del 1953, quando denunciò con forza il regime sovietico di Stalin. Sheen diede una lettura drammatica della scena funebre dal Giulio Cesare di William Shakespeare, sostituendo con i nomi di Stalin, Lavrenty Beria, Georgy Malenkov e Andrey Vyshinsky quelli originali di Giulio Cesare, Cassio, Marco Antonio e Bruto. Concluse dicendo: "Stalin un giorno deve incontrare il suo giudizio". Il dittatore subì un ictus pochi giorni dopo e morì entro una settimana.
Lo spettacolo durò fino al 1957, attirando fino a 30 milioni di persone a settimana. Nel 1958, Sheen divenne direttore nazionale della Società per la propagazione della fede (dal 1967 Congregazione per l'evangelizzazione dei popoli). Lasciò l'incarico con la nomina a vescovo. Ospitò una serie a livello nazionale, The Fulton Sheen Program,, dal 1961 al 1968, prima in bianco e nero e poi a colori. Il formato di questa serie era essenzialmente lo stesso di Life Is Worth Living.
Nel settembre del 1974, l'arcivescovo di Washington William Wakefield Baum gli chiese di predicare un ritiro per i sacerdoti diocesani nella casa per ritiri "Loyola" di Faulkner, nel Maryland. Questo fu registrato su bobina aperta.
Sheen chiese che i colloqui registrati fossero prodotti per la distribuzione. Questa fu la prima produzione di quello che sarebbe diventato un "ministero in cassetta", in tutto il mondo chiamato Ministr-O-Media, una società senza scopo di lucro che operava dalla parrocchia di San Giuseppe. L'album dei ritiri era intitolato Renewal and Reconciliation e includeva nove nastri audio di 60 minuti.

### Evangelizzazione
A Sheen fu attribuito il merito di aver contribuito alla conversione di un certo numero di personaggi importanti nella fede cattolica. Tra essi vi sono lo scrittore Heywood Broun, la politica Clare Boothe Luce, l'imprenditore Henry Ford II, lo scrittore comunista Louis F. Budenz, l'attivista comunista Bella Dodd, il designer teatrale Jo Mielziner, il violinista e compositore Fritz Kreisler e l'attrice Virginia Mayo. Ogni processo di conversione richiedeva in media 25 ore di lezioni e, secondo quanto riferito, oltre il 95% dei suoi studenti in formazione privata veniva poi battezzato.

### Conflitto con il cardinale Spellman
Nella prefazione all'edizione del 2008 dell'autobiografia di Sheen, Treasure in Clay: The Autobiography of Fulton J. Sheen, il giornalista cattolico Raymond Arroyo scrisse del perché Sheen "si ritirò" dal tenere Life is Worth Living "all'apice della sua popolarità [...] quando si stima che 30 milioni di spettatori e ascoltatori fossero sintonizzati ogni settimana". Arroyo scrisse che: "È opinione diffusa che il cardinal Spellman abbia fatto sparire Sheen".
Arroyo riferisce che «verso la fine degli anni '50 il governo donò milioni di dollari in latte in polvere all'arcidiocesi di New York e, a sua volta, il cardinale Spellman consegnò il latte all'Opera della Propagazione della Fede perché lo distribuisse ai poveri nel mondo. In almeno un'occasione, Spellman chiese che il direttore dell'Opera, il vescovo Sheen, pagasse l'arcidiocesi per il latte donato, chiedendo diversi milioni di dollari. Nonostante il considerevole potere di persuasione e l'influenza del cardinale Spellman a Roma, Sheen rifiutò: si trattava di fondi donati dal popolo alle missioni, fondi che lo stesso Sheen aveva personalmente contribuito a ottenere grazie agli appelli via radio. Si sentiva perciò in dovere di proteggerli anche dalle avide mire del suo stesso cardinale».
Spellman, in seguito, portò la questione direttamente davanti a papa Pio XII, ribadendo le proprie richieste alla presenza dello stesso Sheen. Il pontefice si schierò dalla parte di Sheen. Il cardinale in seguito si scontrò con Sheen, dichiarando: «Farò i conti con te. Potrebbero volerci sei mesi o dieci anni, ma tutti sapranno che cosa sei». Oltre ad essere spinto a lasciare la televisione, Sheen si "ritrovò sgradito nelle chiese di New York City". Spellman soppresse le predicazioni che Sheen teneva ogni anno il Venerdì santo nella cattedrale di San Patrizio, e scoraggiava il clero dal dare confidenza al vescovo Sheen". Nel 1966 Spellman fece riassegnare Sheen alla diocesi di Rochester ponendo così fine alla sua direzione dell'Opera della Propagazione della Fede. In sedici anni di mandato, Sheen aveva raccolto centinaia di milioni di dollari e donato dieci milioni di dollari dei propri guadagni. Il 2 dicembre 1967, Spellman morì a New York.
Sheen non parlò della situazione, facendo solo vaghi riferimenti alle sue "prove sia dentro che fuori dalla Chiesa". Arrivò persino a elogiare Spellman nella sua autobiografia.

### Anni successivi
Durante il suo episcopato a Rochester creò la Sheen Ecumenical Housing Foundation. Rivolse parte delle sue energie in attività politiche come la sua denuncia della guerra del Vietnam alla fine di luglio del 1967. Il mercoledì delle ceneri del 1967, Sheen decise di concedere l'edificio parrocchiale di Santa Brigida al programma federale per l'edilizia abitativa e lo sviluppo urbano. Sheen voleva che il governo lo usasse in favore degli afroamericani. Ci fu una protesta in quanto Sheen agì di sua iniziativa. Il pastore non era d'accordo, dicendo che "ci sono abbastanza proprietà vuote in giro senza abbattere la chiesa e la scuola". L'accordo in seguito fallì.
Il 6 ottobre 1969, un mese dopo aver celebrato il suo cinquantesimo anniversario di sacerdozio, papa Paolo VI accettò la sua rinuncia al governo pastorale della diocesi e lo nominò arcivescovo titolare di Newport. Questa posizione cerimoniale gli diede una promozione ad arcivescovo e così aiutò Sheen a continuare la sua vasta opera di scrittura. Sheen scrisse infatti oltre 70 libri e numerosi articoli su giornali e riviste.
Il 2 ottobre 1979, due mesi prima della sua morte, papa Giovanni Paolo II visitò la cattedrale di San Patrizio a New York e abbracciò Sheen, dicendo: "Hai scritto e parlato bene del Signore Gesù Cristo, della Chiesa".

### Morte ed eredità
A partire dal 1977 Sheen "subì una serie di interventi chirurgici che indebolirono la sua forza e gli resero persino difficile la predicazione". Durante questo periodo continuò a lavorare sulla sua autobiografia, parti delle quali "sono state dettate dal suo letto di malattia mentre stringeva un crocifisso".
Il 9 dicembre 1979, poco dopo un intervento a cuore aperto al Lenox Hill Hospital, morì nella sua cappella privata alla presenza del Santissimo Sacramento. Dopo le esequie fu sepolto nella cripta della cattedrale di San Patrizio a New York.

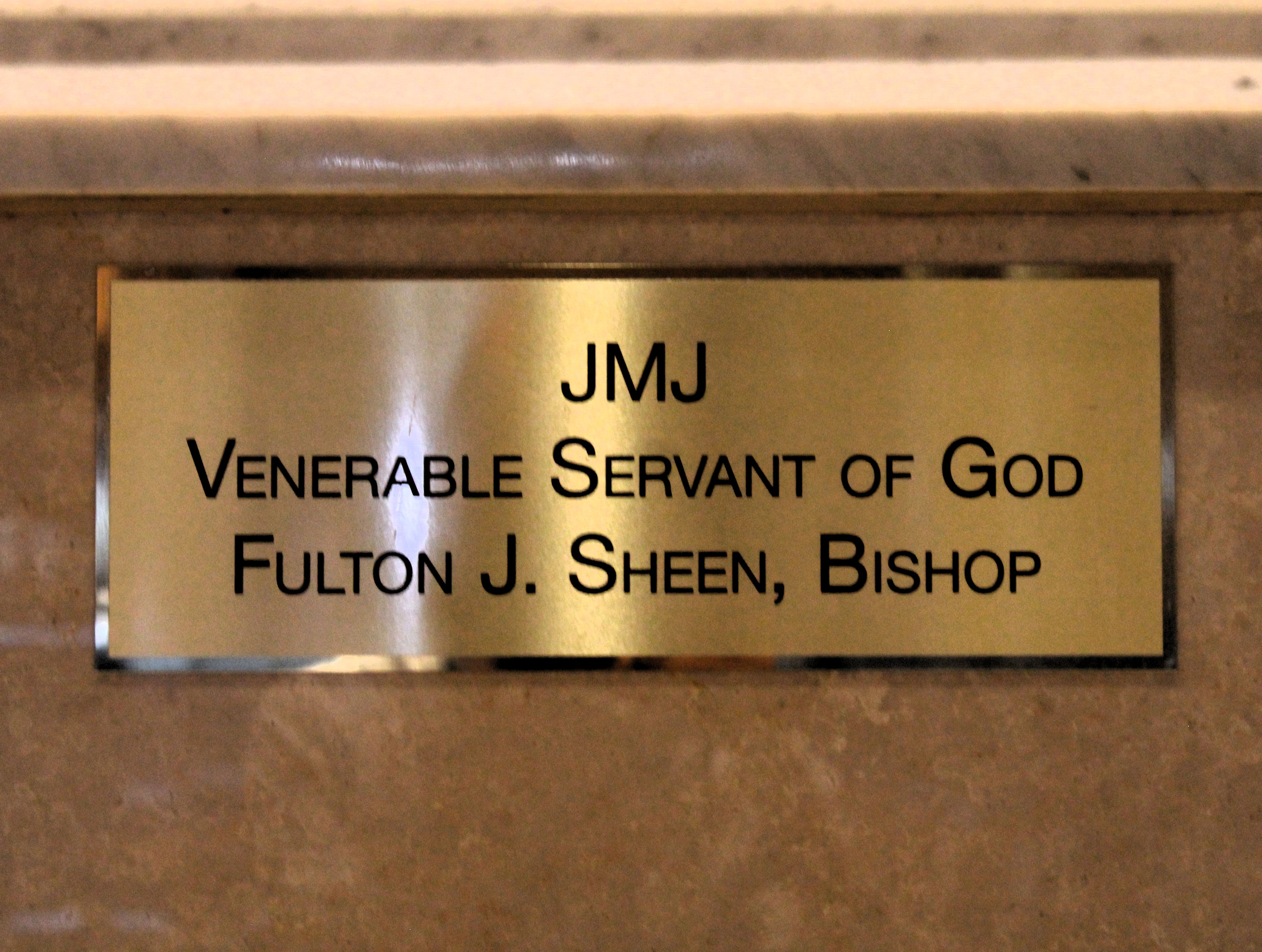
Memoriale sulla tomba di Fulton Sheen

Il deposito ufficiale delle carte, dei programmi televisivi e di altri materiali di Sheen si trova presso la St. Bernard's School of Theology and Ministry a Rochester.
Joseph Campanella presentò le repliche dei vari programmi di Sheen trasmessi su EWTN. Le repliche sono trasmesse anche su Trinity Broadcasting Network. Oltre alle sue apparizioni televisive, Sheen può essere ascoltato anche su Relevant Radio.
Il Fulton J. Sheen Museum, gestito dalla diocesi di Peoria, ospita la più grande collezione di oggetti personali di Sheen in cinque raccolte. Il Museo si trova a un isolato a sud della cattedrale di Santa Maria dell'Immacolata Concezione, dove Sheen servì come chierichetto, ricevette la sua prima comunione e la cresima, dove fu ordinato prete e celebrò la sua prima messa. Un altro museo si trova nella città natale di Sheen, El Paso. Questo museo contiene vari manufatti ma non è collegato alla diocesi di Peoria.
Il Sheen Center for Thought and Culture in Bleecker Street a Lower Manhattan, porta il suo nome.
L'attore Ramón Gerard Antonio Estévez adottò il nome d'arte di Martin Sheen in parte per l'ammirazione che nutriva nei confronti Fulton J. Sheen.

## Culto

### Fase diocesana
L'Archbishop Fulton J. Sheen Foundation è stata istituita nel 1998 da Gregory J. Ladd e Lawrence F. Hickey per far conoscere la vita e le opere dell'arcivescovo. La fondazione avvicinò il cardinale John Joseph O'Connor per chiedergli di iniziare il processo di beatificazione, che era tuttavia sotto l'autorità della diocesi di Peoria. Nel 2002 la causa di beatificazione di monsignor Sheen fu ufficialmente aperta dal vescovo di Peoria Daniel Robert Jenky. In quel momento ottenne il titolo di servo di Dio. Il 2 febbraio 2008, gli archivi di Sheen furono suggellati durante una cerimonia speciale tenutasi nella cattedrale di Santa Maria dell'Immacolata Concezione a Peoria. Nel 2009, la fase diocesana delle indagini si concluse e i risultati vennero inviati alla Congregazione delle cause dei santi a Roma.

### Fase romana
Nel novembre del 2010 venne annunciato che la causa sarebbe stata messa in pausa a causa di un disaccordo con l'arcidiocesi di New York a seguito di un dibattito in corso riguardante il ritorno dei resti di monsignor Sheen nella diocesi di Peoria.
Il 28 giugno 2012 papa Benedetto XVI ricevette in udienza privata il cardinale Angelo Amato, prefetto della Congregazione delle cause dei santi, e lo autorizzò a promulgare il decreto riguardante le virtù eroiche del Servo di Dio Fulton Sheen, arcivescovo titolare di Newport, già vescovo di Rochester. In quel momento ottenne il titolo di venerabile.

### Il miracolo per la beatificazione
Secondo Catholic News Service e The Catholic Post, il giornale ufficiale della diocesi di Peoria, il caso di un ragazzo che da bambino non aveva pulsazioni riconoscibili per 61 minuti e che stava per essere dichiarato morto all'OSF Saint Francis Medical Center di Peoria ma che si riprese e viveva ancora in buona salute - senza menomazioni fisiche o mentali - era nelle fasi preliminari per l'essere indagato come il possibile miracolo necessario per la potenziale beatificazione dell'arcivescovo Sheen. Se la guarigione fosse stata approvata a livello diocesano e poi dalla Congregazione delle cause dei santi come inspiegabile dal punto di vista medico e direttamente attribuibile all'intercessione di Sheen secondo i gruppi di esperti in entrambe le aree tematiche, allora la beatificazione poteva procedere. Un altro miracolo del genere è richiesto per la canonizzazione.
Il 7 settembre 2011 ci fu il giuramento del tribunale d'indagine sulla presunta guarigione. Durante una messa speciale alle 10:30 di domenica 11 dicembre 2011 tenutasi nella cattedrale di Santa Maria a Peoria, la documentazione raccolta dal tribunale in quasi tre mesi venne inscatolata e sigillata. Fu quindi spedita in Vaticano per l'esame della Congregazione delle cause dei santi, concludendo il lavoro del tribunale diocesano. Giovedì 6 marzo 2014 venne annunciato che una commissione vaticana di esperti medici non era stata in grado di determinare una causa naturale per una guarigione attribuita a Sheen. Questo fu un passo importante sulla via della beatificazione. Il miracolo riguardava la rinascita del bambino nato morto sopra menzionato che sopravvisse sano. Per 61 minuti il bambino non diede segni di vita e sua madre iniziò a pregare per l'intercessione di monsignor Fulton Sheen. Il neonato non respirava e i medici stavano per dichiararlo morto. Dopo che il suo cuore iniziò a battere i medici predissero che il bambino sarebbe cresciuto con problemi terrificanti come insufficienza multiorgano e paralisi cerebrale. Dopo i primi 5 mesi di vita, il bambino era considerato normalmente sano. Il caso passò poi alla Congregazione delle cause dei santi, per un'ulteriore revisione.
Martedì 17 giugno 2014, un gruppo di sette teologi consultori della Congregazione delle cause dei santi concordò all'unanimità che il caso summenzionato poteva essere attribuito al fatto che i genitori del bambino chiesero l'intercessione dell'arcivescovo Sheen durante il periodo di 61 minuti. Essendo stato valutato e approvato da entrambi gli esami, medico e teologico, il caso passò ai vescovi e cardinali membri e funzionari della Congregazione, che furono chiamati a dare la loro approvazione prima che il caso fosse inoltrato a papa Francesco.

### Sospensione indefinita della causa
Il 3 settembre 2014 la causa fu sospesa indefinitamente, non per problemi col carattere morale di Sheen o con l'indagine sul miracolo, ma perché l'arcidiocesi di New York, nel cui territorio era sepolto, aveva rifiutato una richiesta da parte del vescovo Daniel Robert Jenky, che è l'attore, o supervisore, degli sforzi della causa visto il suo ruolo di vescovo di Peoria, di far trasferire i resti dell'arcivescovo Sheen a Peoria. Ciò doveva essere fatto in modo che il corpo potesse essere esaminato attentamente e le reliquie di prima classe raccolte. Questo fa parte delle fasi finali delle cause e avvengono prima della beatificazione. Normalmente, le cause impiegano molti anni per progredire verso la canonizzazione. Ciononostante, il potenziale di un lungo ritardo fu frustrante per molti nell'area (e al di là) di chi aveva aiutato e finanziato la causa e degli altri suoi sostenitori.

### Possibile opportunità per la ripresa della causa
In un comunicato stampa del 14 giugno del 2016, venne annunciato che la famiglia superstite del defunto arcivescovo aveva presentato una petizione alla Corte Suprema dello Stato di New York per consentire il trasferimento delle spoglie di monsignor Sheen a Peoria. Il comunicato stampa affermava che "in diverse occasioni, l'arcidiocesi [di New York] ha dichiarato il suo desiderio di cooperare con i desideri della famiglia". In caso di approvazione del trasferimento era possibile che la sospensione della causa fosse revocata.
In un'azione intentata alla Corte Suprema dello Stato di New York, la giudice Arlene P. Bluth ordinò all'arcidiocesi di New York di concedere il permesso alla famiglia di Sheen di esumare la salma, trovando una buona e sostanziale ragione per spostare i resti del defunto. La Corte stabilì che l'obiezione dell'arcidiocesi, secondo cui monsignor Sheen non voleva essere riesumato, era priva di base fattuale. Dato che la sua elevazione alla santità era bloccata fino a quando la diocesi di Peoria non avesse potuto presentare una petizione per la canonizzazione, la Corte trovò che la famiglia aveva una giustificazione sufficiente per spostare il suo corpo.
Tuttavia, il 6 febbraio 2018, il Primo Dipartimento della Divisione di Appello dello Stato di New York, annullò la decisione della giudice Bluth, ordinando un'udienza probatoria che confermasse se il trasferimento del corpo di Sheen fosse coerente con i suoi desideri. La Corte osservò che "non è chiaro se la volontà dell'arcivescovo Sheen fosse di essere sepolto nel Calvary Cemetery, il cimitero ufficiale dell'arcidiocesi di New York o se avesse manifestato l'intenzione esplicita di rimanere sepolto nell'arcidiocesi di New York". Tuttavia, dopo aver riesaminato il caso e aver tenuto l'udienza probatoria, il 9 giugno 2018, la giudice Bluth confermò la sua precedente decisione. L'arcidiocesi si decise a permettere l'esumazione ma chiese almeno una raccolta delle sue reliquie.
Il 9 giugno 2019 l'arcidiocesi di New York annunciò che stava ufficialmente rinunciando allo scontro per mantenere i resti di Sheen sotto l'altare della cattedrale di New York.
Il 27 giugno 2019 i resti del venerabile arcivescovo Sheen furono trasferiti nella cattedrale di Santa Maria dell'Immacolata Concezione a Peoria.
Il 5 luglio 2019 papa Francesco ricevette in udienza privata il cardinale Giovanni Angelo Becciu, prefetto della Congregazione delle cause dei santi, e lo autorizzò a promulgare il decreto riguardante il miracolo attribuito all'intercessione del venerabile servo di Dio Fulton Sheen, arcivescovo titolare di Newport, già vescovo di Rochester.

## Genealogia episcopale e successione apostolica
La genealogia episcopale è:
- Cardinale Scipione Rebiba
- Cardinale Giulio Antonio Santori
- Cardinale Girolamo Bernerio, O.P.
- Arcivescovo Galeazzo Sanvitale
- Cardinale Ludovico Ludovisi
- Cardinale Luigi Caetani
- Cardinale Ulderico Carpegna
- Cardinale Paluzzo Paluzzi Altieri degli Albertoni
- Papa Benedetto XIII
- Papa Benedetto XIV
- Cardinale Enrico Enriquez
- Arcivescovo Manuel Quintano Bonifaz
- Cardinale Buenaventura Córdoba Espinosa de la Cerda
- Cardinale Giuseppe Maria Doria Pamphilj
- Papa Pio VIII
- Papa Pio IX
- Cardinale Alessandro Franchi
- Cardinale Giovanni Simeoni
- Cardinale Antonio Agliardi
- Cardinale Basilio Pompilj
- Cardinale Adeodato Piazza, O.C.D.
- Arcivescovo Fulton John Sheen

La successione apostolica è:
- Vescovo Joseph Brendan Houlihan, S.P.S. (1960)

## Opere

### Opere in lingua italiana - parziale
- La felicità del cuore
- Vita di Cristo
- Abbandonatevi a Cristo
- La vita merita di essere vissuta
- Ancore sull'abisso
- L'uomo di Galilea
- Amatevi gli uni gli altri
- La pace dell'anima
- Tre per sposarsi
- Il sacerdote non si appartiene
- Maria primo amore del mondo
- Comunismo e coscienza dell'Occidente
- Il Regno di Dio è una sfida
- Il pianto del Cristo
- La strada per la felicità
- Verità e menzogne
- Fatti per l'eternità

### Opere in lingua inglese

#### Libri
- God and Intelligence. London: Longmans-Green, 1925.
- Religion Without God. London: Longmans-Green, 1928.
- The Life of All Living: The Philosophy of Life. New York: The Century Co., 1929.
- The Divine Romance. New York: The Century Co., 1930.
- Old Errors and New Labels. New York: The Century Co., 1931.
- Moods and Truths. New York: The Century Co., 1932.
- Way of the Cross. New York: Appleton-Century-Crofts, 1932.
- The Philosophy of Science. Milwaukee: The Bruce Publishing Co., 1934.
- The Eternal Galilean. New York: Appleton-Century-Crofts, 1934.
- The Mystical Body of Christ. New York: Sheed and Ward, 1935.
- Calvary and the Mass: A Missal Companion. New York: P.J. Kennedy and Sons, 1936.
- The Moral Universe: A Preface to Christian Living. Milwaukee: The Bruce Publishing Co., 1936.
- The Cross and the Beatitudes. New York, 1937
- The Cross and the Crisis. Milwaukee: The Bruce Publishing Co., 1938.
- The Rainbow of Sorrow. New York: P.J. Kennedy and Sons, 1938.
- Liberty, Equality and Fraternity. New York: Macmillan, 1938.
- Victory over Vice. New York: P.J. Kennedy and Sons, 1939.
- Freedom under God. Milwaukee: The Bruce Publishing Co., 1940.
- The Seven Virtues. New York: P.J. Kennedy and Sons, 1940.
- Whence Comes War. New York: Sheed and Ward, 1940.
- For God and Country. New York: P.J. Kennedy and Sons, 1940.
- A Declaration of Dependence. Milwaukee: The Bruce Publishing Co., 1941.
- God and War. New York: P.J. Kennedy and Sons, 1942.
- The Armor of God. Reflections and Prayers for Wartime, New York: P.J. Kennedy and Sons, 1943.
- The Divine Verdict. New York: P. J. Kennedy and Sons, 1943.
- Philosophies at War. New York: Charles Scribner’s Sons, 1943.
- Seven Words of the Cross. New York: P.J. Kennedy and Sons, 1944.
- Love One Another. New York: P.J. Kennedy and Sons, 1944.
- Seven Pillars of Peace. New York: Charles Scribner’s Sons, 1944.
- Seven Words of Jesus and Mary. New York: P.J. Kennedy and Sons, 1945.
- Preface to Religion. New York: P.J. Kennedy and Sons, 1946.
- Characters of the Passion. Garden City, New York: Garden City Books, 1946.
- Philosophy of Religion: The Impact of Modern Knowledge on Religion. New York: Appleton-Century-Crofts, 1948.
- Communism and the Conscience of the West. Indianapolis: Bobbs-Merrill, 1948.
- Peace of Soul. New York: McGraw-Hill, 1949.
- Lift Up Your Heart. New York: McGraw-Hill, 1950.
- Three to Get Married. New York: Appleton-Century-Crofts, 1951.
- The World’s First Love. New York: McGraw-Hill, 1952.
- Way to Happiness. New York: Maco Magazine Corp., 1953.
- Life Is Worth Living. New York: McGraw-Hill, 1953+.
- Life Is Worth Living, Second Series. New York: McGraw-Hill, 1954+.
- The Church, Communism, and Democracy. New York: McGraw-Hill, 1954+.
- Life Is Worth Living, Fourth Series. New York: McGraw-Hill, 1954+.
- The Life of Christ. New York. Maco Magazine Corp., 1954.
- Way to Happy Living. New York: Maco Magazine Corp., 1955.
- Thinking Life Through. New York: McGraw-Hill, 1955+.
- God Love You. Garden City, New York: Doubleday, 1955.
- Way to Inner Peace. Garden City, New York: Garden City Books, 1955.
- Thoughts for Daily Living. Garden City, New York: Garden City Books, 1956.
- Life Is Worth Living, Fifth Series. New York: McGraw-Hill, 1957.
- Science, Psychiatry and Religion. New York: Dell, 1957.
- Life of Christ. New York: McGraw Hill, 1958.
- Go to Heaven. New York: McGraw-Hill, 1960.
- These Are the Sacraments. New York: Hawthorn Books, 1962.
- The Priest is Not His Own. New York: McGraw-Hill, 1963.
- Missions and the World Crisis. Milwaukee: Bruce Press, 1963.
- The Power of Love. New York: Maco Magazine Corp., 1964.
- Walk with God. New York: Maco Magazine Corp., 1965.
- Christmas Inspirations. New York: Maco Magazine Corp., 1966.
- Footprints in a Darkened Forest: Vital Words for Today’s Changing World. New York: Meredith Press, 1967.
- Guide to Contentment. New York: Maco Publishing Co., 1967.
- Lenten and Easter Inspirations. New York: Maco Publishing Co., 1967.
- Children and Parents. New York: Simon and Schuster, 1970.
- Those Mysterious Priests. Garden City, New York: Doubleday, 1974.
- That Tremendous Love: An anthology of Inspirational Quotations, Poems, Prayers and Philosophical Comments. New York: Harper and Row, 1967.
- Treasure in Clay: The Autobiography of Fulton J. Sheen. New York: Doubleday, 1980.

#### Opuscoli
- The Way of the Cross. New York: Appleton-Century-Crofts, 1932.
- The Seven Last Words. New York: The Century Co., 1933.
- Jesus, Son of Mary. New York: The Declan X. McMullan Co., 1933.
- The Fifteen Mysteries of the Rosary. St Paul: Catechetical Guide and Educational Society, 1951.
- Crisis in History. St. Paul: Catechetical Guide and Educational Society, 1952.
- The True Meaning of Christmas. New York: McGraw-Hill, 1955.
- Church of the Poor or the “Poor” Church. New York: Mission, 1963.

#### Pamphlets
- The Lord’s Prayer on the Cross. Paterson, New Jersey: St. Anthony’s Guild, 1936.
- Tactics of Communism. New York: Paulist Press, 1936.
- Liberty under Communism. New York: Paulist Press, 1936.
- Communism: The Opium of the People. Paterson, New Jersey: St. Anthony’s Guild, 1937.
- Communism Answers Questions of a Communist. New York: Paulist Press, 1937.
- Communism and Religion. New York: Paulist Press, 1937.
- The Way of the Cross of Our Enemies. Paterson, New Jersey: St. Anthony’s Guild, 1938.
- The Conversion of Heywood Broun: A Funeral Sermon Preached by Fulton J. Sheen. New York: The Saint Paul Guild, 1939.
- What Can I Do? Washington, D.C.: National Council of Catholic Men, 1942.
- The Christian Order and the Family. New York: Catholic Information Society, 1944?
- The Moral Basis of Preach, Related to the Dumbarton Oaks Conference. San Francisco: Monitor Press, 1945.
- East Meets West. New York: Catholic Near East Welfare Association, 1946.
- The Ideological Fallacies of Communism, with Solomon Andhil Fineberg and Daniel A. Poling. Washington, D.C.: HUAC pamphlet #97608, 1957.
- The World’s Great Love: The Prayer of the Rosary. New York: Seabury Press, 1978.

#### Pubblicazioni per"The Catholic Hour"
- The Enrollment of the World. New York; Paulist Press, 1928.
- The Divine Romance. Huntington, Indiana: Our Sunday Visitor, 1930.
- Manifestations of Christ. Huntington, Indiana: Our Sunday Visitor, 1932.
- The Way of the Cross. Huntington, Indiana: Our Sunday Visitor, 1932.
- Seven Last Words. Huntington, Indiana: Our Sunday Visitor, 1933.
- The Hymn of the Conquered. Huntington, Indiana: Our Sunday Visitor, 1933.
- The Eternal Galilean. Huntington, Indiana: Our Sunday Visitor, 1934.
- The Queen of Seven Swords. Huntington, Indiana: Our Sunday Visitor, 1934.
- The Fullness of Christ. Huntington, Indiana: Our Sunday Visitor, 1935.
- The Prodigal World: Social Reconstruction is Conditioned upon Spiritual Regeneration. Huntington, Indiana: Our Sunday Visitor, 1936.
- Our Wounded World. Huntington, Indiana: Our Sunday Visitor, 1937.
- Freedom and Democracy: A Study of Their Enemies. Huntington, Indiana: Our Sunday Visitor, 1937.
- Justice and Charity, Part 1, The Social Problem and the Church. Huntington, Indiana: Our Sunday Visitor, 1938.
- Justice and Charity, Part 2, The Individual Problem and the Cross. Huntington, Indiana: Our Sunday Visitor, 1938.
- Patriotism. New Haven, Connecticut: Knights of Columbus, 1938.
- Cardinal Hayes: A Eulogy by Msgr. Fulton J. Sheen. Huntington, Indiana: Our Sunday Visitor, 1938.
- Pius XI: A Eulogy by Msgr. Fulton J. Sheen. Huntington, Indiana: Our Sunday Visitor, 1939.
- Freedom, Part One. Huntington, Indiana: Our Sunday Visitor, 1939.
- Freedom, Part Two. Huntington, Indiana: Our Sunday Visitor, 1939.
- Communism, Capitalism, and Property: Huntington, Indiana: Our Sunday Visitor, 1939.
- Peace: The Fruit of Justice. Huntington, Indiana: Our Sunday Visitor, 1941.
- The Seven Last Words and the Seven Virtues. Huntington, Indiana: Our Sunday Visitor, 1930.
- War and Guilt. Huntington, Indiana: Our Sunday Visitor, 1941.
- Freedom and Peace. Huntington, Indiana: Our Sunday Visitor, 1941.
- Christ in Exile. Washington, D.C.: The Bishops Relief Committee, 1941.
- Peace. Huntington, Indiana: Our Sunday Visitor, 1942.
- The Crisis in Christendom. Huntington, Indiana: Our Sunday Visitor, 1943.
- One Lord, One World. Huntington, Indiana: Our Sunday Visitor, 1944.
- Friends. Washington, D.C.: National Council of Catholic Men, 1945.
- You. Huntington, Indiana: Our Sunday Visitor, 1945.
- The Seventh Word: The Purpose of Life. Huntington, Indiana: Our Sunday Visitor, 1945.
- Easter. Huntington, Indiana: Our Sunday Visitor, 1945.
- Love on Pilgrimage. Huntington, Indiana: Our Sunday Visitor, 1946.
- The Holy Hour: Readings and Prayers for a Daily Hour of Meditation. Huntington, Indiana: Our Sunday Visitor, 1946?
- Light Your Lamps. Huntington, Indiana: Our Sunday Visitor, 1947.
- The Modern Soul in Search of God. Huntington, Indiana: Our Sunday Visitor, 1948.
- The Love That Waits for You. Huntington, Indiana: Our Sunday Visitor, 1949.
- The Rock Plunged into Eternity. Huntington, Indiana: Our Sunday Visitor, 1950.
- The Woman. Huntington, Indiana: Our Sunday Visitor, 1951.
- Life of Christ. Huntington, Indiana: Our Sunday Visitor, 1952.
- The Prodigal World. Huntington, Indiana: Our Sunday Visitor, 1952.